# کوپانگانه
کوپانگانه (به صربی: Kopanjane) یک منطقهٔ مسکونی در صربستان است که در ناحیه پچینیا واقع شده‌است. کوپانگانه ۷۰ نفر جمعیت دارد.